# Parasemia alba
Parasemia alba là một loài bướm đêm thuộc phân họ Arctiinae, họ Erebidae.